# Meu Jeito de Ser
Meu Jeito de Ser é o sexto álbum de estúdio da apresentadora e cantora brasileira Angélica, lançado em 1993 pela gravadora  Columbia, atual Sony Music Brasil. Com composições de artistas como Fernandinha Abreu, Evandro Mesquita e Paula Toller, o álbum apresentou uma abordagem mais madura e romântica, refletindo uma fase de transição artística da cantora. Destacou-se por não levar o nome da artista no título, uma novidade em relação aos seus trabalhos anteriores. 
Na época de seu lançamento, a artista estava em um período de mudanças, pois  decidiu aceitar um convite de Silvio Santos para se juntar ao SBT em março de 1993. Foram lançados três singles com o objetivo de promovê-lo: "Flecha de Amor", "Ponto Forte" e a faixa-título "Meu Jeito de Ser". 
Comercialmente, obteve êxito. As vendas atingiram mais de 350 mil cópias no Brasil, o que garantiu a Angélica o sexto disco de ouro consecutivo de sua carreira. A canção "Flecha de Amor" tornou-se um sucesso e seu videoclipe recebeu ampla exibição na MTV Brasil.

## Antecedentes e contexto
Angélica iniciou sua carreira de sucesso na Rede Manchete, onde permaneceu de 1987 até 1993. Durante esse período, ela conquistou o público com programas como Clube da Criança e Milk Shake. Seu talento a levou a protagonizar a minissérie O Guarani em 1991, onde interpretou Cecília de Mariz. No entanto, a venda da Rede Manchete para o grupo IBF em 1992 e a crise subsequente na emissora fizeram com que Angélica decidisse mudar de emissora. Em março de 1993, ela rescindiu seu contrato e aceitou o convite de Silvio Santos para se juntar ao SBT.
No SBT, Angélica estreou com grande expectativa e entusiasmo. Após seis meses afastada da televisão, a apresentadora retornou ao vídeo em 2 de agosto, trazendo um novo formato de programa que prometia ser diferente do que havia feito até então. Durante esse período, Angélica se dedicou a outras atividades, como aulas de canto e espanhol, além de preparar seu novo disco, que visava atrair também o público adolescente.

## Produção e gravação
Em entrevista ao Jornal do Brasil, em julho de 1993, a cantora falou sobre como seria o seu sexto álbum de estúdio e sua mudança de repertório para atrais um público mais adolescente: "(...) tem músicas de Fernandinha Abreu, Evandro Mesquita e Paula Toller. É um disco que os adolescentes não vão ter o preconceito de ouvir. Tem várias músicas românticas. Os compositores devem achar que estou numa fase muito romântica".
O álbum traz uma mistura eclética de rock, dance e baladas românticas. Metade das faixas conta com os arranjos e a guitarra de Robertinho de Recife, enquanto as canções românticas foram produzidas por Arnaldo Saccomani. Além da faixa título, várias outras músicas foram compostas especialmente para Angélica. Entre elas estão:"O Baby", de Paula Toller, do Kid Abelha, e "Loira Romântica", do performático Fausto Fawcett. As canções mencionadas destacam a versatilidade do projeto e a capacidade de Angélica de se conectar com diferentes públicos.
Entre as canções incluídas na lista de faixas está "Deixa Tudo Assim", uma versão em português da canção (original e em inglês) "Precious Little Thing", escrita por Smokey Robinson, Marvin Tarplin, Pamela Moffett e originalmente gravada pelo grupo The Supremes. O grupo a incluiu em seu vigésimo quinto álbum de estúdio, Floy Joy, de 1972. Apesar de não ter sido lançada como single, serviu de B-side do compacto "Automatically Sunshine", que atingiu a posição de número 37 na Billboard Hot 100.
Meu Jeito de Ser foi o primeiro álbum da cantora a não levar o seu nome no título. A primeira tiragem no formato de disco de vinil acompanhava uma cartela de cartela de adesivos com fotos da artista e símbolos "A" enfeitados.

## Lançamento e divulgação
Pouco após o lançamento do álbum, o SBT começou a exibir trechos do videoclipe de "Meu Jeito de Ser" em seus comerciais, promovendo assim o novo disco da artista. Essa estratégia de divulgação ajudou a ampliar o alcance do álbum e a consolidar Angélica como uma artista multifacetada no cenário musical brasileiro. Além disso, a gravadora Sony Music programou uma visita de Angélica com 105 crianças e seus pais (sorteados por uma emissora de rádio do Rio de Janeiro) à fábrica da empresa, na Fazenda Botafogo (zona norte).
O álbum também foi promovido através de um turnê, também intitulada "Meu Jeito de Ser", com shows em diversas cidades brasileiras, tais como Santos, em São Paulo.

## Singles
"Flecha de Amor" foi o carro-chefe do trabalho. Lançada em 1993, a faixa se tornou um grande sucesso nas rádios brasileiras e seu videoclipe obteve a mesma repercussão em exibições na MTV Brasil, cujo público era sobretudo de adolescentes. Sobre o sucesso da música com o público jovem, a cantora afirmou:  "É um público diferente, que muitas vezes tem vergonha de assistir ao programa da Angélica. Mas agora vai ver o meu trabalho".
"Ponto Forte" foi lançada como segundo single em 1993.
A música que deu título ao disco, "Meu Jeito de Ser", foi o último single a ser lançado, em 1994. O single promocional levado as rádios incluiu a versão original do álbum, com duração de 4:29 minutos, e  mais cinco versões remixes da faixa, a saber: [Culture 12"] - 5:53; [Culture Rádio] - 3:50; [The Angelical Voice Mix] - 3:59; [Soulful 12"] - 7:03; e [Soulful Rádio] - 4:48.

## Desempenho comercial
Segundo o periódico paulista Jornal da Orla, com menos de um mês nas lojas o álbum já tinha vendido mais de 100 mil cópias no Brasil.
Ao todo, o álbum vendeu cerca de 350 mil cópias no país, o que o torna elegível a um disco de platina. A Associação Brasileira dos Produtores de Discos (ABPD), auditou as primeiras 100 mil cópias levadas as lojas e o certificou como disco de ouro pela organização.

## Lista de faixas
- Créditos adaptados do CD Meu Jeito de Ser, de 1993.[22]

| N.º | Título                                                 | Compositor(es)                                                                 | Duração |  |
| 1.  | "Meu Jeito de Ser"                                     | Tuta Aquino, Fernanda Abreu                                                    | 4:30    |  |
| 2.  | "Flecha de Amor"                                       | Vinícius Cantuária, Evandro Mesquita                                           | 4:06    |  |
| 3.  | "Ponto Forte"                                          | Rosane Duá, Lincoln Olivetti, Jimmy Moreno, Fred Pereira                       | 4:08    |  |
| 4.  | "Deixa Tudo Assim (Precious Little Thing)"             | William "Smokey" Robinson, Marvin Tarplin, Pam Moffett / versão: Ivo Meirelles | 3:31    |  |
| 5.  | "Na Beira do Mar"                                      | Frankye Arduini, Arnaldo Saccomani                                             | 3:48    |  |
| 6.  | "Uh Baby"                                              | George Israel, Paula Toller                                                    | 3:24    |  |
| 7.  | "Loura Romântica (Loura Boticelli)"                    | Laufer, Fausto Fawcett                                                         | 4:18    |  |
| 8.  | "Lua" (música incidental "Shy Moon" de Caetano Veloso) | Robertinho de Recife, Luis Antônio, Cacá Morais                                | 4:04    |  |
| 9.  | "Um Love Lindo"                                        | Ronaldo Barcellos                                                              | 3:43    |  |
| 10. | "Guarde Para os Dias de Chuva"                         | Cecelo, Sylvia Patrícia                                                        | 4:01    |  |
| 11. | "Pra Te Amar de Paixão"                                | Bozzo Barretti                                                                 | 3:42    |  |
| 12. | "Tô Fora"                                              | Mauro Motta, Arnaldo Saccomani                                                 | 4:49    |  |
| 13. | "Montanha Russa" (bônus da versão em CD)               | Sérgio Sá                                                                      | 3:00    |  |

## Certificações e vendas
| País                       | Certificação | Data | Vendas estimadas |
| -------------------------- | ------------ | ---- | ---------------- |
| Brasil - Pro-Música Brasil | Ouro         | 1993 | 350,000          |